# Mount Harry
Mount Harry är ett berg i Antarktis. Det ligger i Västantarktis. Chile och Storbritannien gör anspråk på området. Toppen på Mount Harry är 900 meter över havet.
Terrängen runt Mount Harry är platt åt nordost, men åt sydväst är den kuperad. Trakten är obefolkad. Det finns inga samhällen i närheten.